# Rybnica (Włocławek)
Rybnica – jedna z dzielnic Włocławka. Według danych miasta z 2007 r. Rybnica znajduje się na wschód od terenów przemysłowych położonych przy al. Kazimierza Wielkiego, na północy graniczy z Wisłą, na wschodzie z wsiami Modzerowo i Józefowo, na południu z Gostynińsko-Włocławskim Parkiem Krajobrazowym. Na dzielnicę Rybnica składają się osiedla Łęg oraz Rybnica. Do dzielnicy należy także jezioro Rybnica.
Wschód Przemysłowy i Rybnica nazywane są niejednokrotnie „Osiedlem Wschód”, a część Włocławka na wschód od Śródmieścia „Dzielnicą Wschód”.